# A Social Celebrity
A Social Celebrity è un film muto del 1926 diretto da Malcolm St. Clair.

## Trama
Figlio di un barbiere di provincia, Max Habel è innamorato di Kitty, la manicure. Anche lei lo ama, ma il suo sogno è quello di diventare una ballerina. Così parte per New York, lasciando la piccola città e il negozio del padre di Max.
La signora Jackson-Greer, una ricca dama dell'alta società, nota le qualità di parrucchiere di Max: lo induce quindi a partire anche lui per New York dove lei lo presenta a tutti come un conte francese. Qui, Max si innamora di April, la nipote della signora Jackson-Greer, ma non smette di amare anche la sua Kitty che, nel frattempo, ha trovato lavoro nello spettacolo.
Con la sua eleganza, Max batte tutti gli altri uomini. Ma, quando Kitty, dopo lo spettacolo, rivela ai suoi distinti amici chi veramente egli sia, viene abbandonato da tutta la congrega di April. Deluso e solo, Max torna al paesello. Kitty, allora, lo segue per restargli accanto.

## Produzione
Il film fu prodotto dalla Famous Players-Lasky Corporation. Le riprese furono effettuale nel dicembre 1925. L'attrice Greta Nissen abbandonò il set e venne sostituita da Louise Brooks, per la quale fu riscritta parte della sceneggiatura in modo da farla diventare la protagonista femminile del film.

## Distribuzione
Distribuito dalla Paramount Pictures, uscì nelle sale cinematografiche USA il 29 marzo 1926. Venne distribuito anche in Finlandia (3 gennaio 1927) e in Portogallo (4 giugno 1928).
Il film è considerato presumibilmente perduto. Una copia conservata all'International Museum of Photography and Film at George Eastman House venne proiettata per Louise Brooks nel 1957, è molto deteriorata. Un'altra copia che si trovava negli archivi della Cinémathèque Française è andata distrutta in un incendio.